# Sindang Panon
Sindang Panon is een bestuurslaag in het regentschap Tangerang van de provincie Banten, Indonesië. Sindang Panon telt 12.867 inwoners (volkstelling 2010).